# Eutrypanus mucoreus
Eutrypanus mucoreus là một loài bọ cánh cứng trong họ Cerambycidae.